# Miro Radalj
Miro Radalj (Zadvarje, 12. studenoga 1966.) hrvatski je nakladnik, književnik, sveučilišni nastavnik i znanstvenik.

## Životopis
Miro Radalj rođen je 12. studenoga 1966. godine. Doktor je informacijsko-komunikacijskih znanosti, izvanredni profesor na Filozofskom fakultetu Sveučilišta u Mostaru gdje predaje na studijima Odnosi s javnošću i Informacijske znanosti. Naslovni je docent na Hrvatskomu katoličkom sveučilištu u Zagrebu gdje predaje na studiju Komunikologije, te gostujući nastavnik na Sveučilištu u Splitu na studiju Komunikacija i mediji, kao i na poslijediplomskom specijalističkom studiju Menadžment zdravstvenih organizacija Ekonomskog i Medicinskog fakulteta istog sveučilišta.
Ravnatelj je međunarodne manifestacije „Dani kršćanske kulture“ i nakladničke kuće „Verbum“ iz Splita. Predsjednik je humanitarne udruge „Ivan Merz“, član predsjedništva splitskoga ogranka Društva hrvatskih književnika, dopredsjednik splitskog ogranka Matice hrvatske, član Hrvatske udruge za odnose s javnošću, član Vijeća [[[Zajednica nakladnika i knjižara RH|Zajednice nakladnika i knjižara RH]] te član Vijeća za kulturu i crkvena kulturna dobra Hrvatske biskupske konferencije. Jedan je od pokretača i dugogodišnji član uredništva časopisa „Hrvatska obzorja“ MH u Splitu, te časopisa „Nova tribina“.
Osim književnih piše i objavljuje znanstvene radove s područja nakladništva, odnosa s javnošću, i komunikologije. Godine 2017. proglašen je vitezom Papinskog viteškoga reda Svetoga groba Jeruzalemskog (OESSH), a 2023. godine vitezom zapovjednikom istoga Reda. 
Oženjen je, otac petoro djece, živi i djeluje u Splitu.

## Djela

### Književni radovi
- Križ pleten polako, zbirka pjesama (Narodno sveučilište, Split, 1992.)
- Sve mi je k’o slika, zbirka pjesama (Matica hrvatska, Split, 1993.)
- I posljednja dosljedna, zbirka aforizama (Imotska krajina, Imotski, 1993.),
- Božić velikih čuda, priča za djecu (Dječja knjiga, Zagreb, 2016.)
- Čuvar trešanja, priča za djecu (Dječja knjiga, Zagreb, 2018.)
- Mama koja grije sunce, priča za djecu (Dječja knjiga, Zagreb, 2019.)
- Povratak iz Zelenzemlje, priča za djecu (Dječja knjiga, Zagreb, 2019.)
- Potraga za srećom, priča za djecu (Dječja knjiga, Zagreb, 2021.)
- Igrica i Marica, priča za djecu (Dječja knjiga, Zagreb, 2024.)

### Znanstvene i stručne knjige
- Knjiga i nakladništvo u odnosima s javnošću (Hrvatska sveučilišna naklada, Zagreb, 2016.).
- Odnosi s javnošću u neprofitnim organizacijama (Hrvatska sveučilišna naklada, i Hrvatska udruga za odnose s javnošću, Zagreb, 2018.)
- Upravljanje komunikacijom i odnosi s javnošću u neprofitnom sektoru - sveučilišni udžbenik u koautorstvu s dr. sc. Antom Mikićem (Hrvatska sveučilišna naklada i Hrvatsko katoličko sveučilište, Zagreb, 2024.)

## Priznanja i nagrade
Odlikovan je 2016. Redom Danice hrvatske s likom Marka Marulića za „osobite zasluge za kulturu i njeno promicanje u Republici Hrvatskoj i u svijetu“.
Dobitnik je nagrade Ivan Raos Društva hrvatskih književnika za najbolji novi monodramatski tekst Potkopavanje države radi dida mi Pilipa 2003. godine (objavljen u Raosov zbornik I, Imotski, 2005.).